# Шевчук Ганна Яківна
Ганна Яківна Шевчук (17 грудня 1925, тепер Гощанського району Рівненської області — ?) — українська радянська діячка, новатор сільськогосподарського виробництва, ланкова колгоспу «Світанок» Гощанського (тепер — Корецького) району Рівненської області. Депутат Верховної Ради УРСР 6-го скликання.

## Біографія
Народилася в родині андрусіївського селянина Якова Бережняка. Закінчила сільську школу.
З кінця 1940-х років — колгоспниця, з 1951 року — ланкова колгоспу «Світанок» села Блудів (тепер — Світанок) Гощанського (тепер — Корецького) району Рівненської області. Вирощувала високі врожаї цукрових буряків, картоплі та кукурудзи.
Потім — на пенсії у селі Світанок Корецького району Рівненської області. 

## Нагороди
- ордени
- медалі